# New Zealand Labour Party
New Zealand Labour Party (maori: Rōpū Reipa o Aotearoa), eller blot Labour (Reipa), er et centrum-venstre parti i New Zealand. Sammen med partiet historiske rival, New Zealand National Party, har Labour domineret New Zealands regeringer siden 1930'erne. Partiprogrammet beskriver partiets grundlag som demokratiske socialisme, mens kommentatorer betegner partiet som i praksis værende socialdemokratisk og pragmatisk. Partiet deltager i den internationale Progressive Alliance.
New Zealand Labour Party blev grundlagt i 1916 af forskellige socialistiske partier og fagforeninger, og er landets ældste stadig eksisterende politiske parti. 
Nuværende (2023) politisk leder er Chris Hipkins.

## Seneste valg
Ved valget i New Zealand i 2017 opnåede partiet 46 ud af de 120 pladser i Repræsentanternes hus (parlamentet) men kunne danne en koalitionsregering med det populistiske parti New Zealand First, og Labours spidskandidat Jacinda Ardern kunne derved overtage posten som New Zealands premierminister.
Ved valget i 2020 opnåede partiet yderligere fremgang og fik 49,10% af stemmerne og et absolut flertal på 64 mandater ud af 120 i Repræsentanternes hus. Den tidligere koalitionspartner New Zealand First mistede samtlige sine pladser i parlamentet, og New Zealand Labour Party kan herefter danne regering selv.